# Кемпкі (Поморське воєводство)
Кемпкі (пол. Kępki, нім. Zeyer) — село в Польщі, у гміні Новий Двур-Гданський Новодворського повіту Поморського воєводства.
Населення — 306 осіб (2011).
У 1975-1998 роках село належало до Ельблонзького воєводства.

## Демографія
Демографічна структура станом на 31 березня 2011 року:
|          | Загалом | Допрацездатний вік | Працездатний вік | Постпрацездатний вік |
| -------- | ------- | ------------------ | ---------------- | -------------------- |
| Чоловіки | 152     | 39                 | 102              | 11                   |
| Жінки    | 154     | 44                 | 85               | 25                   |
| Разом    | 306     | 83                 | 187              | 36                   |